# 1474 w muzyce
Wydarzenia muzyczne w 1474 roku.

## Urodzili się
- data dzienna nieznana: 
  - Vincenzo Capirola, włoski kompozytor i lutnista (zm. po 1548)[1]

## Zmarli
- 27 listopada – Guillaume Dufay, franko-flamandzki kompozytor okresu renesansu  (ur. ok. 1400)